# Marie Atuvaha
Marie Atuvaha (11 de mayo de 1996) es una deportista neocaledonia que compite en judo. Ganó una medalla de plata en el Campeonato de Oceanía de Judo de 2015 en la categoría de –78 kg.

## Palmarés internacional
| Campeonato de Oceanía | Campeonato de Oceanía | Campeonato de Oceanía | Campeonato de Oceanía |
| Año                   | Lugar                 | Medalla               | Categoría             |
| --------------------- | --------------------- | --------------------- | --------------------- |
| 2015                  | Païta (Francia)       | Medalla de plata      | –78 kg                |